# Pożądanie (książka)
Pożądanie: Filozofia moralna życia erotycznego (ang. Sexual Desire. A Moral Philosophy of the Erotic) – dzieło Rogera Scrutona wydane w 1986 w Wielkiej Brytanii nakładem wydawnictwa Weidenfeld and Nicolson. Polski przekład tej pracy ukazał się w 2009 roku nakładem Ośrodka Myśli Politycznej. Przekładu dokonał Tomasz Kuniński, były pracownik Zakładu Etyki w Instytucie Filozofii UJ, syn Miłowita Kunińskiego.

## Treść
Książka analizuje pożądanie seksualne jako zjawisko charakterystyczne jedynie dla ludzi. Autor, pomimo przyjęcia perspektywy filozofii analitycznej, zmierzał do przedstawienia całościowej odpowiedzi na libertyńską moralność, która zdobyła dominującą pozycję w latach sześćdziesiątych XX wieku.

## Recepcja książki
Praca spotkała się w świecie filozoficznym z dużym odzewem, zarówno pozytywnym, jak i negatywnym. Wypowiadali się na jej temat m.in. Michael Ruse, Martha Nussbaum, David M. Halperin, Jonathan Dollimore, Richard Posner i Alan Soble.

Reakcją na książkę w Wielkiej Brytanii i w Stanach Zjednoczonych były szok i oburzenie. ... Stanąłem po niewłaściwej stronie w kwestii feminizmu i wyzwolenia gejów. ... Nie mam wątpliwości, że w Polsce spotka się ona z o wiele lepszym odbiorem.